# Club-house
Pour les articles homonymes, voir Clubhouse.
 (janvier 2025).
Si vous disposez d'ouvrages ou d'articles de référence ou si vous connaissez des sites web de qualité traitant du thème abordé ici, merci de compléter l'article en donnant les références utiles à sa vérifiabilité et en les liant à la section « Notes et références ».

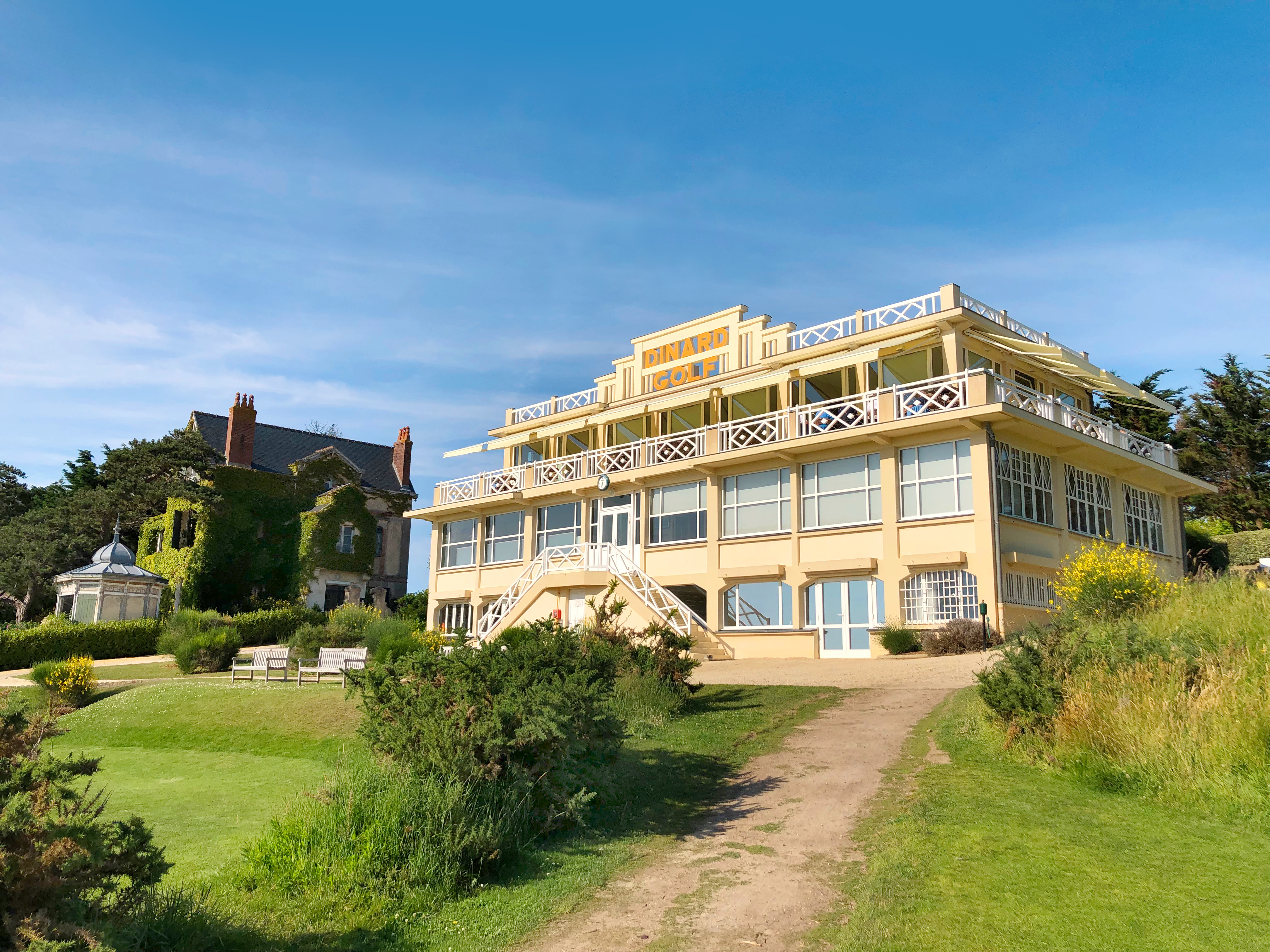
Le club-house du Dinard Golf à Saint-Briac-sur-Mer.

Un club-house en français : « maison de club » désigne un bâtiment dans lequel les membres d'un club sportif ou d'un gentlemen's club se retrouvent.
Lieux de convivialité, ils offrent souvent à leurs membres et aux membres visiteurs (pour les clubs sportifs) un espace où se restaurer, se désaltérer et discuter.
Ils ont donné naissance au club sandwich et au fauteuil club.